# A Dangerous Age
Pour plus de détails, voir Fiche technique et Distribution.
A Dangerous Age est un film américano-canadien réalisé par Sidney J. Furie, sorti en 1957. Il s'agit du premier film du réalisateur.

## Synopsis
Deux jeunes amants s'enfuient pour se marier.

## Fiche technique
- Titre : A Dangerous Age
- Réalisation : Sidney J. Furie
- Scénario : Sidney J. Furie
- Musique : Phil Nimmons
- Photographie : Herbert S. Alpert
- Montage : David Nicholson
- Production : Sidney J. Furie
- Société de production : Caribou Productions
- Société de distribution : Films de France (France), Ajay Film Company (États-Unis), Modern Film Distributors (Canada)
- Pays :  États-Unis et  Canada
- Genre : Film dramatique
- Durée : 71 minutes
- Dates de sortie : 
  - Canada : 9 septembre 1956
  - États-Unis : 1959

## Distribution
- Ben Piazza : David
- Anne Pearson : Nancy Michaels
- Lloyd Jones : le vieux receveur des postes
- Claude Rae : le jeune receveur des postes
- Kate Reid : la mère de Nancy
- Shane Rimmer : le père de Nancy
- Barbara Hamilton